# Макс Добберт
Макс Добберт (нім. Max Dobbert; 13 квітня 1910, Гамбург — 20 листопада 1978) — німецький офіцер-підводник, оберлейтенант-цур-зее резерву крігсмаріне.

## Біографія
1 жовтня 1938 року вступив на флот. З 19 квітня 1939 року служив в 1-му морському артилерійському дивізіоні у Вільгельмсгафені. З 31 липн 1940 року — офіцер з трофеїв на допоміжному крейсері «Комет». З 17 серпня 1941 року — командир трофейного корабля «Кота-Нопан».
З 2 грудня 1941 по 25 квітня 1942 року пройшов курс підводника. З 1 жовтня 1942 року — допоміжний вахтовий офіцер на підводному човні U-593, на якому взяв участь у трьох походах; під час другого походу був потоплений 1 корабель водотоннажністю 5332 тонни. З 2 січня по 17 лютого 1943 року пройшов курс командира човна, після чого був направлений на будівництво U-969. З 24 березня 1943 року — командир U-969, на якому здійснив 3 походи (разом 143 дні в морі). Під час другого походу 22 лютого 1944 року невиправно пошкодив 2 кораблі загальною водотоннажністю 14 352 тонни.
| Назва корабля     | Тип               | Тоннаж | Вантаж                                                 | Екіпаж | Загинули | Країна | Конвой |
| ----------------- | ----------------- | ------ | ------------------------------------------------------ | ------ | -------- | ------ | ------ |
| George Cleeve     | Торговий пароплав | 7,176  | 1002 тонни залізного і гумового брухту та авіадвигунів | 69     | 1        | США    | GUS-31 |
| Peter Skene Ogden | Торговий пароплав | 7,176  | Піщаний баласт і 1750 тонн застарілих цистерн          | 77     | 0        | США    | GUS-31 |

6 серпня 1944 року U-969 був потоплений внаслідок американського бомбардування, а наступного дня Добберт був переданий в розпорядження 29-ї флотилії. 25 серпня 1944 року направлений на будівництво U-2537, 1 січня 1945 року — U-2546. З 21 березня 1945 року — командир U-2546. 3 травня 1945 року наказав затопити човен в рамках операції «Регенбоген». 8 травня 1945 року взятий в полон британськими військами.

## Звання
- Рекрут (1 жовтня 1938)
- Матрос-єфрейтор резерву (1 жовтня 1939)
- Матрос-оберєфрейтор (1 жовтня 1940)
- Боцманмат резерву (1 листопада 1940)
- Боцман резерву (1 березня 1941)
- Лейтенант-цур-зее резерву (1 серпня 1941)
- Оберлейтенант-цур-зее резерву (1 серпня 1943)

## Нагороди
- Залізний хрест
  - 2-го класу (1941)
  - 1-го класу (9 грудня 1943)
- Нагрудний знак допоміжних крейсерів (16 листопада 1941)
- Нагрудний знак підводника (17 листопада 1942)